# 湊季松

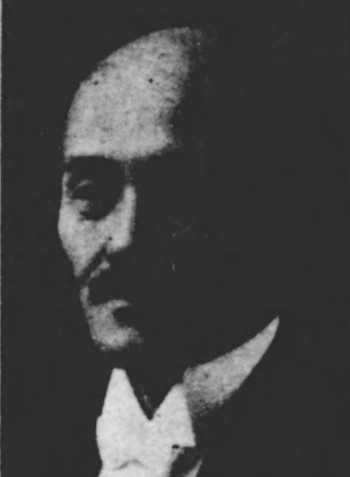
湊季松

湊 季松（みなと すえまつ、1876年（明治9年）6月19日 - 1938年（昭和13年）9月3日）は、明治から昭和時代前期の政治家。衆議院議員（2期）。

## 経歴
旧三春藩主秋田氏支族・湊藤蔵の長男として福島県田村郡三春町で生まれる。田村郡、北会津郡各書記を経て、郡制廃止後、三春町長に就任する。田村郡町村会支会長、郡農会長、郡養蚕実行組合長、三春町外十三箇村煙草耕作組合連合会長を歴任後、福島県会議員に当選する。
同県参事会員を務めたのち、1936年（昭和11年）2月の第19回衆議院議員総選挙では福島県第2区から立憲民政党所属で出馬し当選。つづく第20回衆議院議員総選挙でも当選し、衆議院議員を通算2期務めた。